# Mistrovství světa ve sportovní gymnastice 2006
Mistrovství světa ve sportovní gymnastice 2006 se uskutečnilo v období od 13. října do 21. října 2006 v dánském Aarhusu.

## Muži

### Družstva
| * | Družstvo  | Prostná     | Kůň         | Kruhy       | Přeskok     | Bradla      | Hrazda      | Celkem  |
| - | --------- | ----------- | ----------- | ----------- | ----------- | ----------- | ----------- | ------- |
| 1 | Čína      | 44,575 (4.) | 44,775 (2.) | 47,625 (1.) | 48,900 (1.) | 47,125 (1.) | 44,775 (3.) | 277,775 |
| 2 | Rusko     | 44,125 (8.) | 45,350 (1.) | 46,325 (4.) | 47,900 (4.) | 46,900 (2.) | 44,800 (2.) | 275,400 |
| 3 | Japonsko  | 44,425 (7.) | 44,775 (2.) | 47,150 (2.) | 47,175 (7.) | 46,225 (3.) | 45,050 (1.) | 274,800 |
| 4 | Rumunsko  | 46,175 (1.) | 44,700 (4.) | 45,175 (6.) | 48,500 (3.) | 44,975 (5.) | 42,700 (8.) | 272,225 |
| 5 | Bělorusko | 45,325 (3.) | 44,125 (6.) | 46,450 (3.) | 47,000 (8.) | 46,100 (4.) | 43,050 (7.) | 272,050 |
| 6 | Kanada    | 46,050 (2.) | 42,725 (8.) | 44,575 (7.) | 48,825 (2.) | 44,725 (7.) | 43,450 (5.) | 270,350 |
| 7 | Německo   | 44,625 (5.) | 44,450 (5.) | 45,300 (5.) | 47,375 (6.) | 44,975 (5.) | 43,300 (6.) | 270,025 |
| 8 | Švýcarsko | 44,750 (4.) | 42,875 (7.) | 44,550 (8.) | 47,675 (5.) | 43,875 (8.) | 44,300 (4.) | 268,025 |

### Víceboj
| * | Jméno              | Prostná | Kůň    | Kruhy  | Přeskok | Bradla | Hrazda | Celkem |
| - | ------------------ | ------- | ------ | ------ | ------- | ------ | ------ | ------ |
| 1 | Jang Wej           | 15,125  | 15,350 | 16,450 | 16,625  | 16,000 | 14,850 | 94,400 |
| 2 | Hirojuki Tomita    | 15,275  | 14,975 | 15,900 | 15,850  | 15,725 | 15,450 | 93,175 |
| 3 | Fabian Hambüchen   | 15,725  | 14,575 | 15,250 | 16,400  | 15,350 | 15,675 | 92,975 |
| 4 | Čchen I-ping       | 15,225  | 14,925 | 16,500 | 16,200  | 15,050 | 14,725 | 92,625 |
| 5 | Maxim Devjatovskij | 15,250  | 15,250 | 15,375 | 16,225  | 15,550 | 14,900 | 92,550 |
| 6 | Takuja Nakase      | 15,525  | 14,475 | 15,700 | 15,350  | 15,175 | 15,425 | 91,650 |
| 7 | Yang Tae-Young     | 15,300  | 14,650 | 15,050 | 14,975  | 15,900 | 15,825 | 90,700 |
| 8 | Razvan Selariu     | 15,250  | 14,375 | 15,400 | 16,175  | 14,700 | 14,700 | 90,600 |
| 9 | Rafael Martínez    | 15,150  | 15,300 | 15,025 | 15,025  | 15,050 | 14,775 | 90.325 |
| 9 | Adam Wong          | 15,225  | 14,650 | 15,125 | 15,625  | 14,975 | 14,725 | 90.325 |

### Prostná
| * | Jméno              | Body   |
| - | ------------------ | ------ |
| 1 | Marian Dragulescu  | 16,250 |
| 2 | Diego Hypolito     | 16,150 |
| 3 | Kyle Shewfelt      | 15,700 |
| 4 | Gervasio Deferr    | 15,675 |
| 5 | Jordan Jovtchev    | 15,600 |
| 6 | Cou Kchai          | 15,550 |
| 7 | Alexander Shatilov | 15,525 |
| 8 | Isaac Botella      | 14,600 |

### Bradla
| * | Jméno                | Body   |
| - | -------------------- | ------ |
| 1 | Jang Wej             | 16,075 |
| 2 | Hirojuki Tomita      | 15,950 |
| 2 | Won Chul Yoo         | 15,950 |
| 4 | Vasileios Tsolakidis | 15,925 |
| 5 | Ivan Ivankov         | 15,850 |
| 6 | Tae Young Yang       | 15,725 |
| 7 | Takehito Mori        | 15,700 |
| 8 | Anton Fokin          | 15,450 |

### Kůň našíř
| * | Jméno                 | Body   |
| - | --------------------- | ------ |
| 1 | Siao Čchin            | 16,025 |
| 2 | Prashanth Sellathurai | 15,750 |
| 3 | Alexander Artemev     | 15,500 |
| 4 | Nikolaj Krjukov       | 15,450 |
| 5 | Feng Ťing             | 15,375 |
| 6 | Flavius Koczi         | 15,350 |
| 7 | Hirojuki Tomita       | 15,225 |
| 8 | Robert Seligman       | 14,750 |

### Kruhy
| * | Jméno             | Body   |
| - | ----------------- | ------ |
| 1 | Čchen I-ping      | 16,525 |
| 2 | Jordan Jovtchev   | 16,325 |
| 3 | Yuri van Gelder   | 16,300 |
| 4 | Jang Wej          | 16,275 |
| 5 | Ivan Ivankov      | 16,225 |
| 6 | Alexandr Safoškin | 15,850 |
| 7 | Andrea Coppolino  | 15,625 |
| 8 | Matteo Angioletti | 15,500 |

### Hrazda
| * | Jméno             | Body   |
| - | ----------------- | ------ |
| 1 | Philippe Rizzo    | 16,125 |
| 2 | Aljaz Pegan       | 15,900 |
| 3 | Vlasios Maras     | 15,800 |
| 4 | Hirojuki Tomita   | 15,550 |
| 5 | Nikolaj Krjukov   | 15,525 |
| 6 | Takehito Mori     | 14,875 |
| 7 | Seung Il Kim      | 14,375 |
| 8 | Marian Dragulescu | 11,325 |

### Přeskok
| * | Jméno                | 1      | 2      | Finále |
| - | -------------------- | ------ | ------ | ------ |
| 1 | Marian Dragulescu    | 16,500 | 16,475 | 16,487 |
| 2 | Dimitrij Kaspiarovič | 16,275 | 16,350 | 16,312 |
| 3 | Fabian Hambüchen     | 16,075 | 15,575 | 15,825 |
| 4 | Jernar Jerimbetov    | 15,950 | 15,475 | 15,712 |
| 5 | Diego Hypolito       | 16,150 | 15,175 | 15,662 |
| 6 | Leszek Blanik        | 15,800 | 15,500 | 15,650 |
| 7 | Jevgenij Sapronenko  | 14,850 | 15,975 | 15,412 |
| 8 | Raphael Wignanitz    | 14,700 | 15,775 | 15,237 |

## Ženy

### Družstva
| * | Družstvo  | Přeskok     | Bradla      | Kladina     | Prostná     | Celkem  |
| - | --------- | ----------- | ----------- | ----------- | ----------- | ------- |
| 1 | Čína      | 44,250 (4.) | 45,300 (1.) | 46,775 (1.) | 45,875 (2.) | 182,200 |
| 2 | USA       | 44,600 (2.) | 45,275 (2.) | 45,575 (3.) | 45,900 (1.) | 181,350 |
| 3 | Rusko     | 45,325 (1.) | 42,300 (7.) | 45,750 (2.) | 43,950 (5.) | 177,325 |
| 4 | Rumunsko  | 44,450 (3.) | 41,550 (8.) | 45,225 (4.) | 44,225 (3.) | 175,450 |
| 5 | Ukrajina  | 42,800 (7.) | 43,950 (3.) | 44,325 (5.) | 43,175 (6.) | 174,250 |
| 6 | Austrálie | 43,050 (6.) | 43,550 (5.) | 43,875 (6.) | 42,750 (7.) | 173,225 |
| 7 | Brazílie  | 43,650 (5.) | 42,800 (6.) | 42,425 (7.) | 44,100 (4.) | 172,975 |
| 8 | Španělsko | 42,450 (8.) | 43,900 (4.) | 42,025 (8.) | 42,100 (8.) | 170,475 |

### Víceboj
| *  | Jméno               | Přeskok | Bradla | Kladina | Prostná | Celkem |
| -- | ------------------- | ------- | ------ | ------- | ------- | ------ |
| 1  | Vanessa Ferrariová  | 14,800  | 15,825 | 14,900  | 15,500  | 61,025 |
| 2  | Jana Bieger         | 14,725  | 15,350 | 15,300  | 15,375  | 60,750 |
| 3  | Sandra Izbasa       | 15,025  | 14,225 | 15,475  | 15,525  | 60,250 |
| 4  | Steliana Nistor     | 14,275  | 15,275 | 15,800  | 14,600  | 59,950 |
| 5  | Daria Joura         | 14,500  | 15,100 | 15,000  | 15,275  | 59,875 |
| 6  | Pchang Pchan-pchan  | 14,025  | 15,425 | 14,800  | 15,425  | 59,675 |
| 7  | Hollie Dykes        | 14,350  | 14,975 | 15,625  | 14,550  | 59,500 |
| 8  | Elizabeth Tweddle   | 14,550  | 14,700 | 14,950  | 15,250  | 59,450 |
| 9  | Oksana Čusovitinová | 15,000  | 14,700 | 14,375  | 14,875  | 58,950 |
| 10 | Ashley Priess       | 14,450  | 15,425 | 15,325  | 13,600  | 58,800 |

### Prostná
| * | Jméno              | Body   |
| - | ------------------ | ------ |
| 1 | Čcheng Fej         | 15,875 |
| 2 | Jana Bieger        | 15,550 |
| 3 | Vanessa Ferrariová | 15,450 |
| 4 | Daiane Dos Santos  | 15,425 |
| 4 | Elizabeth Tweddle  | 15,425 |
| 6 | Sandra Izbasa      | 15,375 |
| 7 | Natasha Kelley     | 15,300 |
| 8 | Lais Souza         | 14,750 |

### Bradla
| * | Jméno             | Body   |
| - | ----------------- | ------ |
| 1 | Elizabeth Tweddle | 16,200 |
| 2 | Nastia Liukinová  | 16,050 |
| 3 | Vanessa Ferrari   | 15,775 |
| 4 | Maju Kuroda       | 15,400 |
| 5 | Jana Bieger       | 14,550 |
| 6 | Daria Joura       | 14,375 |
| 7 | Steliana Nistor   | 13,975 |
| 8 | Iryna Krasnianska | 13,475 |

### Kladina
| * | Jméno               | Body   |
| - | ------------------- | ------ |
| 1 | Iryna Krasnianska   | 15,575 |
| 2 | Sandra Izbasa       | 15,500 |
| 3 | Elyse Hopfner Hibbs | 15,475 |
| 4 | Anna Pavlova        | 15,275 |
| 4 | Čang Nan            | 15,275 |
| 6 | Vanessa Ferrari     | 14,675 |
| 7 | Steliana Nistor     | 14,575 |
| 8 | Olga Ščerbatych     | 14,325 |

### Přeskok
| * | Jméno                | Body   |
| - | -------------------- | ------ |
| 1 | Čcheng Fej           | 15,712 |
| 2 | Alicia Sacramone     | 15,325 |
| 3 | Oksana Čusovitinová  | 15,100 |
| 4 | Lais Souza           | 14,987 |
| 5 | Anna Pavlova         | 14,975 |
| 6 | Jelena Zamolodčikova | 14,962 |
| 7 | Hong Su-Jong         | 14,650 |
| 8 | Sandra Izbasa        | 14,562 |